# دریاچه وودلوزرو
دریاچه وودلوزرو (انگلیسی: Lake Vodlozero) یک دریاچه در جمهوری کارلیای کشور روسیه است.